# Дигерман
Дигерман — бинарное неорганическое соединение полуметалла германия и водорода с формулой Ge2H6, бесцветная жидкость, реагирует с водой.

## Получение
- При действии кислот на германид магния образуется моногерман с примесью высших германов, которые разделяют перегонкой:

{\displaystyle {\mathsf {Mg_{2}Ge+HCl\ {\xrightarrow[{-MgCl_{2}}]{}}\ GeH_{4},Ge_{2}H_{6},Ge_{3}H_{8}}}}

## Физические свойства
Дигерман образует бесцветную жидкость, которая кипит при 29°С и разлагается при 220°С.